# Жан Поль де Гуа
Жан-Поль-де-Гуа де Мальвес (фр. Jean Paul de Gua de Malves, 1710, Каркассонн — 2 червня 1786, Париж) — французький математик, який опублікував у 1740 році роботу з аналітичної геометрії, в якій застосував метод, завдяки якому без допомоги диференціального обчислення можна було б знайти дотичні, асимптоти, а також різні особливі точки алгебраїчної кривої.
Крім того, він показав, як впливають конічні прщекції на особливі точки та ізольовані петлі. Він дав доведення  правила знаків Декарта, які можна знайти в більшості сучасних робіт. Не ясно власне доведення  Декарта було строгим. Ісаак Ньютон, здається, також вважав це правило очевидним.
Де Гуа де Мальвес був знайомий з багатьма з французькими просвітителями протягом останніх десятиліть дореволюційної Франції. Він був одним з перших, недовговічних учасників, потім редактором проекту (пізніше це місце зайняв Дені Дідро), який став урешті-решт Великою Енциклопедією. Кондорсе стверджував, що  саме де Гуа залучив Дідро до проекту, хоча це твердження ніколи не було перевірено. У будь-якому випадку, Жан-Поль і Д'Аламбер, також вважаються запрошеними де Гуа, вперше вони фігурували у відомості  видавців які фінансували проект Енциклопедії, на заробітну плату в грудні 1746 року. Дідро був доданий всього кілька тижнів по тому, і прийняв посаду редактора 16 жовтня 1747 року. На похованні «мудрого геометра», як Дідро назвав його, Кондорсе промовив хвалебну промову.
Де Гуа обрали членом Королівського товариства в 1743 році.